# Lophothalaina habrocosma
Lophothalaina habrocosma är en fjärilsart som beskrevs av Oswald Beltram Lower 1893. Lophothalaina habrocosma ingår i släktet Lophothalaina och familjen mätare. Inga underarter finns listade i Catalogue of Life.